# Battaglia di Munichia
La battaglia di Munichia venne combattuta tra gli Ateniesi esiliati dal governo oligarchico dei Trenta tiranni e le forze di quest'ultimo, sostenute da una guarnigione spartana.

## Antefatto
Verso la fine del 404 a.C. Trasibulo, con altri esiliati ateniesi, conquistò File, un punto chiave della frontiera ateniese; assieme ai suoi uomini resistette ad un tentativo di scacciarli ed in seguito, aumentate le forze grazie all'arrivo di nuovi ribelli, compirono un'imboscata con successo contro gli Spartani della guarnigione di Atene, che erano stati inviati per sorvegliarli.
Poco dopo la vittoria gli uomini di File, ora forti di 1000 combattenti, marciarono nottetempo fino al Pireo, il porto di Atene. Lì, non essedoci abbastanza difensori per l'intero porto, conquistarono una delle colline, Munichia.
L'indomani mattina le forze dei Trenta marciarono loro incontro.

## La battaglia
Gli esiliati Ateniesi si disposero in una formazione con 10 ranghi di profondità sulla cima di Munichia, con la fanteria leggera ed i lanciatori di giavellotto alle loro spalle. Più in basso, in una delle piazze del Pireo, le forze congiunte di Sparta e dei Trenta crearono una formazione di uguale larghezza, ma profonda 50 ranghi, con gli Spartani all'ala destra e gli oligarchi a quella sinistra.
Il racconto della battaglia fatto da Senofonte dice che Trasibulo, per motivare gli uomini, ricordò loro come l'ala destra fosse composta da uomini che avevano sconfitto poco prima, mentre la sinistra aveva uomini che li avevano cacciati a torto dal loro paese.
Le forze oligarchiche avanzarono sulla strada che si dirigeva verso la collina, ma prima di raggiungerne la cima subirono la carica degli uomini di File. L'attacco scompigliò i ranghi degli oligarchi, che furono inseguiti fino a valle perdendo 70 uomini, tra cui anche Crizia, il capo dei Trenta, ed altri capi importanti.

## Conseguenze
Dopo la battaglia il prestigio dei Trenta, già indebolito dalla recente sconfitta a File, fu compromesso irreparabilmente. I Trenta furono deposti il giorno seguente dal voto di gran parte del consiglio oligarchico dei Tremila.
I Trenta fuggirono a Eleusi e un gruppo di dieci uomini venne eletto per sostituirli nel governo di Atene.
Il nuovo governo, tuttavia, non era disposto a trattare con gli uomini del Pireo, perciò mandò dei messaggeri a Sparta per chiedere aiuto. Un esercito spartano guidato da Pausania arrivò per gestire la situazione e, dopo aver conseguito una vittoria al Pireo, Pausania strinse degli accordi che permisero di ristabilire la democrazia (settembre 403).